# Mezzanine
Mezzanine är den brittiska musikgruppen Massive Attacks tredje studioalbum, utgivet den 20 april 1998. Albumet innehåller bland annat låten "Teardrop" som blev en mindre hit, men som har nått kultstatus efter hand. Albumet hyllades när det släpptes och ses idag som en modern klassiker.
Titeln kommer från det italienska ordet mezzano vilket betyder "mitten". Normalt betyder ordet ett extra våningsplan, entresolplan, och används på hotell och teatersalonger, se mezzanin.

## Låtförteckning
1. "Angel" – 6:18
2. "Risingson" – 4:58
3. "Teardrop" – 5:29
4. "Inertia Creeps" – 5:56
5. "Exchange" – 4:11
6. "Dissolved Girl" – 6:07
7. "Man Next Door" – 5:55
8. "Black Milk" – 6:20
9. "Mezzanine" – 5:54
10. "Group Four" – 8:13
11. "(Exchange)" – 4:14

Bonusspår på den japanska utgåvan:
1. "Superpredators (Mad Professor Mix)" - 5:12